# 絞め技

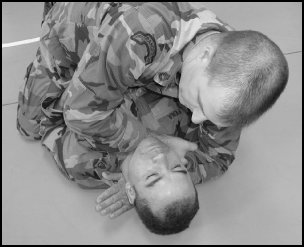
フロントストラングルホールドに似た袖車絞。下の腕の袖を持って絞めている。通常は上の腕の袖を持つことが多い。

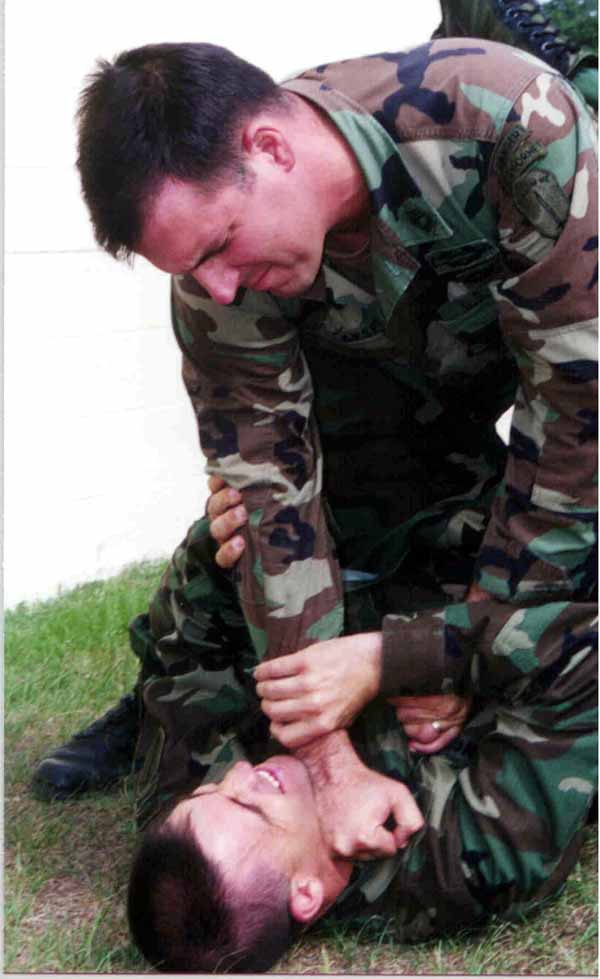
突込絞。両手で相手の両襟を持って絞める。

絞め技（しめわざ）は、格闘技で、人間の首を絞めて相手を屈伏、失神させる技である。一部の流派では、窒息死させる技のこと。
「締め技」と表記した場合、首以外の体を固定し締め上げる別の技分類となる。
絞め技と関節技を一まとめしたものを極技（サブミッションホールド、略称サブミッション）と言う。 相手のタップアウトを取る技である。絞め技と抑込技、関節技を一まとめしたものを固技と言う。

## 概要
古流柔術、柔道（高専柔道）、ブラジリアン柔術、合気道、少林寺拳法、プロレス、ルタ・リーブリ、逮捕術、護身術、総合格闘技などに見られる。
絞め技で失神することを「落ちる」という。
頚動脈洞を圧迫されて失神した者は絞めるのを止めるとすぐに脳への血流が再開するため問題はないが、気管を圧迫されて失神した者は放置しておくと危険なため、直ぐに蘇生のため応急処置が必要である。
絞め技も関節技や投げ技と同じく独特に高度に洗練された技術である。実戦で有効なものにするためには、かなりの稽古量を必要とする。
主に絞め技は3つに分かれている。
1. 直接、頚動脈洞を圧迫し、頚動脈洞反射を引き起こし、脳に酸素が行き届かないようにする。（頚動脈洞性失神）
2. 喉頭隆起を押し込め、気管を塞いで肺に空気が行き届かないようにし、窒息させる。
3. 口や鼻といった呼吸器を塞ぎ、呼吸できないようにし、窒息させる。

といったものである。
なお、首の喉仏周辺の骨筋肉のない部分や筋肉の少ない頚動脈の部分を指などで圧迫させる方法もある。
長時間絞めたままにしたり、喉仏を潰すように絞めると死亡事故に繋がるので注意が必要である。
頻繁に落とされていると、少し絞められただけで落ちる「落ち癖」が付いてしまう（ただし、もともとしっかり絞められるとわずか数秒で落ちてしまうため、落ちやすさの比較実験が難しく、落ち癖は迷信ではないかという意見もある）。
頚動脈洞反射の性質上、その時の血圧状態が一番落ちやすさに影響する。酸欠で血圧が異常に高い状態だったら失神しやすい）。なお、短時間に複数回絞め落とされると、ほぼ間違いなく失禁してしまうため注意が必要である。かける人間もかけられる人間も事前にトイレに行くことが望ましい。
カルガリー大学医学部のドクターが発表した「首血管圧迫における意識喪失のメカニズム」という論文において、首の太い人ほど早く落ちやすい、という結論が出ている。
古武術は基本的に武装した複数の敵を想定しており、素手により一対一で戦う絞め技は捨て身技になる。このため確実に殺害できるように、目潰しや打撃を併用する技もある。また「絞め技」と称していても脇差を併用する技もある。
柔道や総合格闘技においても絞め技や関節技で反撃される可能性があるため、直接絞めるのではなく打突により頸動脈や喉を攻撃する技の方が多い。

## 絞め技の例
- 三角絞
  - 前三角絞[2]（正三角絞、表三角絞）
  - 横三角絞[3]
  - 後三角絞[4][5]（裏三角絞[4]、逆三角絞[4]）
  - 縦三角絞[6]（裏三角絞[7]）
- 裸絞
  - バックチョーク
    - スリーパーホールド
    - チョークスリーパー

  - フロントストラングルホールド
  - グランドチョーク
  - フロントチョーク（ギロチンチョーク）
    - ニンジャチョーク

  - ネクタイチョーク
- 腕三角絞め
  - 肩固
  - スピニングチョーク（アナコンダチョーク）
  - ブラボーチョーク
- 片羽絞
- 送襟絞
  - 腰絞（クロックチョーク、横絞、時計絞め）
  - 地獄絞
  - 小手絞（腕絞り）
  - ボウアンドアローチョーク
- 十字絞（クロスチョーク）
  - 逆十字絞
  - 並十字絞
  - 片十字絞
    - バット絞
- ベースボールチョーク
  - バット絞
- 袖車絞
- 片手絞
- 両手絞
- 突込絞
- ラペラチョーク
- 足緘絞
  - ヘッドシザース
    - 足挟み
    - 首4の字固

  - フットチョーク（ゴゴプラッタ）

- 巻絞

書籍『武道宝鑑』（1930年）や書籍『国立七大学柔道戦史』（1988年）に掲載された絞め技。
- コウジクラッチ

相手をスタンディング式肩固めに捕らえて、後方に倒れこみ相手の顔面をマットに叩きつけから、自身の左足を相手のあごの下に引っかけて抱え込むように両手でクラッチし、相手の頚動脈を絞め上げるプロレス技。
- プルマ・ブランカ

内藤哲也のオリジナル技。うつ伏せ状態の相手の首元に肩固めの体勢で組み付き、自らの左足を相手の頭部に引っ掛け、その左足と首を同時に抱え込むように両手でクラッチして頸動脈を締め上げる足掛け式の変形肩固め。プロレス技。2013年度のG1に向けて開発した秘策とされているが内藤が新技「プルマ・ブランカ」公開、前年の2012年度G1公式戦における天山広吉戦でそれらしき技を披露している。披露当初は、首投げの体勢で相手に飛びついて巻き投げ、相手の体をうつ伏せに寝転がして極める型を使用していた、2015年頃より上記コンプリートショットから一連の流れで極める型を多用するようになっている。L・I・J結成以後は、首に引っかけた左足をより頸部に食い込ませるよう、相手の体を仰向けにさせて極める型を使用している。技名はスペイン語で「白い翼」の意。